# Маасдейк, Кос
Кос Маасдейк (нидерл. Koos Maasdijk, род. 19 сентября 1968) — голландский спортсмен, гребец, призёр чемпионата мира по академической гребле 1989, 1991 годов, а также Летних Олимпийских игр 1996 года.

## Биография
Кос Маасдейк родился 19 сентября 1968 года в нидерландском городе Роттердам, Южная Голландия. Тренировался в клубе «Skadi ARSRV», Роттердам. Профессиональную карьеру гребца начала с 1986 года.
Дебютным на международной арене для Маасдейка стало участие на чемпионате мира по академической гребле 1986 года среди юниоров (1986 WORLD ROWING JUNIOR CHAMPIONSHIPS) в Рачице, Чехия. В финальном заплыве четвёрок голландские гребцы заняли первое место в группе FB, но не смогли пройти дальше и продолжить борьбу за медали. С результатом 05:20.750 они возглавили группу FB, опередив соперников из Болгарии (05:23.800 — 2е место)и Венгрии (05:23.920 — 3е место).
Единственная олимпийская медаль в карьере Маасдейка была выиграна на Летних Олимпийских играх 1996 года в Атланте. В составе голландкой восьмерки с рулевым во время финального заплыва его команда финишировала первой. С результатом 5:42.74 голландские гребцы обогнали соперникам из Германии (5:44.58 — 2е место) и России (5:45.77 — 3е место).